# Liste der Einträge im National Register of Historic Places im Schuyler County (Illinois)

Lage des Schuyler County in Illinois

Die Liste der Einträge im National Register of Historic Places im Schuyler County in Illinois führt alle Bauwerke und historischen Stätten im Schuyler County auf, die in das National Register of Historic Places aufgenommen wurden.
| [ 2 ] | Name                      | Bild                      | Eintragsdatum        | Lage                                                                 | Ort       | Beschreibung |
| ----- | ------------------------- | ------------------------- | -------------------- | -------------------------------------------------------------------- | --------- | ------------ |
| 1     | Phoenix Opera House Block | Phoenix Opera House Block | 1985 ID-Nr. 85001010 | 112-122 West Lafayette Street 40° 7′ 13″ N, 90° 33′ 46″ W            | Rushville |              |
| 2     | White Oak Hall            |                           | 2003 ID-Nr. 02001757 | White Oak Road Ecke Lower Beardstown Road 40° 6′ 32″ N, 90° 31′ 9″ W | Rushville |              |